# Hetaerina cruentata
Hetaerina cruentata – gatunek ważki z rodziny świteziankowatych (Calopterygidae). Występuje na terenie Ameryki Środkowej.